# Das Lied vom großen Glück
"Das Lied vom großen Glück" (em português "Canção de boa sorte") foi a canção alemã no Festival Eurovisão da Canção 1956. Foi composta por Walter Andreas Schawrz e interpretada por Fernando Paggi.
A canção que a seguiu como representante Alemã no Festival de 1957 foi Telefon, Telefon.